# Diana Staehly
Diana Staehly (* 31. Oktober 1977 in Köln) ist eine deutsche Schauspielerin.

## Leben und Karriere
Staehlys Ausbildung begann 1997, als sie zunächst privaten Schauspielunterricht nahm. 2000 wurde sie im Hollywood Acting Workshop in Köln ausgebildet. 2001 ging sie nach New York und lernte am Lee Strasberg Theatre Institute. Von 2002 bis 2006 studierte sie Medien- und Kulturwissenschaften.
Durch ihr Hobby kam Staehly zur werktäglich ausgestrahlten RTL-Serie Unter uns, als die Casting-Agentur für die Serie eine tanzbegabte Schauspielerin suchte. Von 1997 bis 2000 spielte sie in der Seifenoper die Rolle der Susanne „Sue“ Sommerfeld. Von 2001 bis 2006 hatte sie eine Rolle in der Serie Die Anrheiner und von 2004 bis 2012 wirkte sie in der Comedy-Serie Stromberg als Tanja Steinke sowie 2014 im gleichnamigen Film Stromberg – Der Film mit. Ihr Kinodebüt feierte Staehly in der Filmkomödie Stellungswechsel an der Seite von Florian Lukas und Sebastian Bezzel. Von 2007 bis 2015 spielte sie in der ZDF-Serie Die Rosenheim-Cops die Rolle der Finanzcontrollerin Patrizia Ortmann. Von 2016 bis 2020 war sie als Hauptkommissarin Anna Maiwald in der ZDF-Serie SOKO Köln zu sehen und trat damit die Nachfolge von Christina Plate an. Außerdem spielte sie ab 2017 in Triple Ex die Hauptdarstellerin Anna. 2021 spielte sie Melanie Evers in Gute Zeiten, schlechte Zeiten. Von November 2023 (Folge 3881) bis November 2024 (Folge 4064) spielte sie als Jördis Kilic die Protagonistin der 22. Staffel in der ARD-Telenovela Rote Rosen.

### Privates
Seit 2007 ist Diana Staehly mit dem Regisseur René Wolter verheiratet, mit dem sie eine Tochter (* 2012) hat. Sie lebt mit ihrer Familie in Berlin.

## Filmografie
- 1997–2000: Unter uns (Fernsehserie)
- 2000: Beauties
- 2001–2006: Die Anrheiner (Fernsehserie, 54 Folgen)
- 2002–2014: Alarm für Cobra 11 – Die Autobahnpolizei (Fernsehserie, 3 Folgen, verschiedene Rollen)
- 2003: Wilsberg – Der Minister und das Mädchen (Fernsehreihe)
- 2004: Verschollen – Sie haben überlebt (Fernsehserie)
- 2004: König von Kreuzberg (Fernsehserie, 7 Folgen)
- 2004–2012: Stromberg (Fernsehserie, 46 Folgen)
- 2005: SOKO Köln – Amnesie (Fernsehserie)
- 2006: Forsthaus Falkenau – Entscheidung in der Savanne (Fernsehserie)
- 2006: Inga Lindström: Sommertage am Lilja-See (Fernsehfilm)
- 2006: Rosamunde Pilcher – Sommer der Liebe (Fernsehfilm)
- 2006: Unter anderen Umständen – Unter anderen Umständen (Fernsehfilm)
- 2007: Stellungswechsel
- 2007: Unter anderen Umständen – Bis dass der Tod euch scheidet (Fernsehfilm)
- 2007–2016: Die Rosenheim-Cops (Fernsehserie, 247 Folgen)
- 2012: Die Bergretter – Goldrausch (Fernsehserie)
- 2012: Der letzte Bulle – Aller guten Dinge sind drei (Fernsehserie)
- 2012: Laim – Die Tote ohne Alibi (Fernsehserie)
- 2014: Stromberg – Der Film
- 2015: Hanna Hellmann (TV-Miniserie, 2 Folgen)
- 2015: Mein gebrauchter Mann (Fernsehfilm)
- 2016: Bettys Diagnose – Turteln und Zwitschern (Fernsehserie)
- 2016: SOKO Stuttgart – Dirty Harry (Fernsehserie)
- 2016–2020: SOKO Köln (Fernsehserie, 88 Folgen)[10]
- 2017: Triple Ex (Fernsehserie, 8 Folgen)
- 2019: In aller Freundschaft – Aller guten Dinge sind drei (Fernsehserie)
- 2019: Der Bulle und das Biest – Tödliche Geheimnisse (Fernsehserie)
- 2020: Blutige Anfänger – Gnadenlos (Fernsehserie)
- 2021: Gute Zeiten, schlechte Zeiten (Fernsehserie, 88 Folgen)
- 2022: In aller Freundschaft – Die jungen Ärzte – Erlösung (Fernsehserie)
- 2023: Die Bergretter – Altes Eisen
- 2023–2024: Rote Rosen (Fernsehserie, 184 Folgen)

## Auszeichnungen
- Doppel-Platin von Sony Music für die DVD-Ausgabe der 3. Stromberg-Staffel